# Théo St-Cyr
Théo St-Cyr est un des personnages principaux de la série québécoise Tactik. Son interprète est Benjamin Chouinard.
Sur le site de Tactik: Ce joueur de défense pour l’Épik a finalement trouvé sa véritable passion : la course. Et ce n’est pas parce qu’il ne joue plus au soccer qu’il n’est plus actif pour autant. Entre son amour de la bande dessinée où il a trouvé le moyen de s’exprimer librement et la garde partagée de la maison, notre rêveur n’a pas le temps de s’ennuyer. En effet, les parents de Théo ont eu la bonne idée de venir habiter dans le loft, chacun leur tour. Bien qu’elle fasse le bonheur de Théo, cette « nouvelle » solution risque d’être la source de « nouveaux » ennuis...

## Biographie
Théo St-Cyr vit seul avec son père Jeff, qui est un comédien, dans un loft en bagarre, tandis que sa mère, qui est productrice de spectacle, se déplace dans les quatre coins du monde. Les parents de Théo se sont séparés quand Théo avait au moins cinq ans. Théo souhaite après, le retour de ses parents. Théo fait partie d'un club d'échecs, mais fait aussi partie de l'Épik, même si Théo n'aime pas les sports.

## Saison 1
Théo est déprimé: il est pressé d'aller s'inscrire dans le club d'échecs, mais il est retenu chez lui par un journaliste qui veut écrire un article sur son père. Finalement, il fait partie de l'Épik, et aussi du club d'échecs.

## Saison 2
Depuis que Vallières a fait l'échange d'entraîneur, Théo lâche l'équipe, mais il n'est pas le seul: Dalie part avec lui. Finalement, au retour de Reda, Théo reprend l'équipe, et Dalie aussi reprend l'équipe. Quelques semaines plus tard, Théo a pris une décision : il lâche l'Épik une fois pour toutes, même si sa mère est contre. Heursement, la mère de Théo accepte qu'il lâche l'équipe, grâce à Béa. Il trouve sa véritable passion, la course à pied, et développe aussi une passion pour la bande dessinée. Théo y fait aussi la rencontre de Philémon, qui lui as fait sa passion pour la BD et Clémentine, la petite sœur de Philémon, et aussi une coureuse.

## Saison 3
Reda (coach de course de Théo) lui apprend qu'il ne peut plus l'entraîner pour la course. Alors, Théo décide d'être solitaire pour la course. Finalement, grâce à Clémentine, il fait partie d'un club d'athlétisme, dirigé par Axel McDuff, un pince-sans-rire. Pour sa famille, Jeff et Sophie décide de faire une garde partagée: il s'installe dans le loft pendant une semaine chacun leur tour, au grand bonheur de Théo, mais pas tellement celui de ses parents.

## Saison 5
Théo sort avec Audrey une fille de Valmont, mais il est en fait en amour avec un ami qui lui tourne le dos lorsqu'il lui avoue. Dans le tout dernier épisode, qui présente les personnages quelques mois après, Théo est en couple avec un gars.

## Caractère
Théo est un poème sur deux pattes, un rêveur, un philosophe et un rassembleur. Il ne s'intéresse vraiment pas a l'amour. Il porte des chandails avec des signes de récupération, de vélo ou de sécurité.